# Castellar del Vallès
Castellar del Vallès település Spanyolországban, Barcelona tartományban. Lakosainak száma 25 322 fő (2024).

## Földrajza
Castellar del Vallès Sant Llorenç Savall, Sentmenat, Sabadell, Terrassa és Matadepera községekkel határos.

## Népesség
A település lakosságának változását az alábbi diagram mutatja:
| Lakosok száma | 405  | 3247 | 4257 | 4858 | 11 480 | 19 475 | 23 002 | 23 440 | 24 187 | 25 322 |
|               | 1717 | 1887 | 1936 | 1960 | 1986   | 2004   | 2009   | 2014   | 2019   | 2024   |